# Peace River (dystrykt regionalny)
Peace River – dystrykt regionalny w kanadyjskiej prowincji Kolumbia Brytyjska. Siedziba władz znajduje się w Dawson Creek.
Peace River ma 60 082 mieszkańców. Język angielski jest językiem ojczystym dla 89,2%, niemiecki dla 4,4%, francuski dla 1,2%, rosyjski dla 1,1% mieszkańców (2011).